# وار ایکر (اکلاهما)
وار ایکر(به انگلیسی: Warr Acres) شهری در ایالت اکلاهما کشور ایالات متحده آمریکا است که جمعیت آن در سرشماری سال ۲۰۱۰ میلادی، ۱۰٬۰۴۳ نفر بوده‌است.